# 剣に賭ける
『剣に賭ける』（けんにかける）は、1962年に大映が配給した、田中徳三監督による時代劇映画で、主演は市川雷蔵。江戸時代の剣術家、 千葉周作の若き日を描いた作品である。

## 配役
- 市川雷蔵 : 千葉周作
- 高千穂ひづる : 千夜
- 高野通子 : お鈴
- 万里昌代 : お染
- 天知茂 : 寺田七郎太
- 友田輝 : 寺田兵馬
- 石黒達也 : 浅利又七郎
- 上田吉二郎 : 月山坊徹厳
- 浜村純 : 高柳又四郎
- 水原浩一 : 平助
- 寺島雄作 : 刀屋惣助
- 伊達三郎 : 森下義太郎
- 玉置一恵 : 風林坊惟然
- 林寛 : 善兵樹
- 橋本力 	大雲坊忍剣
- 嵐三右衛門 : 海坊主道満
- 沖時男 : 白井享
- 春日清 : 岩介
- 藤川準 : 山狩りの猟師
- 木村玄 : 大林挽平
- 辻村博子 : おしげ
- 加藤嘉 : 了海和尚

## スタッフ
- 監督 : 田中徳三
- 企画 : 浅井昭三郎
- 撮影 : 武田千吉郎
- 美術 : 西岡善信
- 音楽 : 斎藤一郎
- 編集 :  菅沼完二
- 脚本 :  八尋不二、浅井昭三郎

## 併映作品
- 『あした逢う人』